# Ла-Рок-Эсклапон
Ла-Рок-Эсклапон (фр. La Roque-Esclapon) — коммуна на юго-востоке Франции в регионе Прованс — Альпы — Лазурный берег, департамент Вар, округ Драгиньян, кантон Флейоск.
Площадь коммуны — 26,98 км², население — 231 человек (2006) с тенденцией к росту: 271 человек (2012), плотность населения — 10,0 чел/км².

## Население
Население коммуны в 2011 году составляло 255 человек, а в 2012 году — 271 человек.
| 1962 | 1968 | 1975 | 1982 | 1990 | 1999 | 2006 | 2008 | 2011 | 2012 |
| ---- | ---- | ---- | ---- | ---- | ---- | ---- | ---- | ---- | ---- |
| 100  | 112  | 122  | 136  | 150  | 192  | 231  | 242  | 255  | 271  |

Динамика населения:

## Экономика
В 2010 году из 128 человек трудоспособного возраста (от 15 до 64 лет) 89 были экономически активными, 39 — неактивными (показатель активности 69,5 %, в 1999 году — 71,6 %). Из 89 активных трудоспособных жителей работали 79 человек (42 мужчины и 37 женщин), 10 числились безработными (2 мужчины и 8 женщин). Среди 39 трудоспособных неактивных граждан 8 были учениками либо студентами, 13 — пенсионерами, а ещё 18 — были неактивны в силу других причин.
На протяжении 2010 года в коммуне числилось 98 облагаемых налогом домохозяйств, в которых проживало 211,0 человек. При этом медиана доходов составила 17 тысяч 648 евро на одного налогоплательщика.